# Chiloglanis cameronensis
Chiloglanis cameronensis es una especie de peces de la familia Mochokidae en el orden de los Siluriformes.

## Morfología
Los machos pueden llegar alcanzar los 5,5 cm de longitud total.

## Hábitat
Es un pez de agua dulce.

## Distribución geográfica
Se encuentran en África: ríos costeros del Camerún, Guinea Ecuatorial y Gabón, incluyendo la cuenca del río Congo.